# Onga (Ungarn)
Onga ist eine ungarische Stadt im Kreis Miskolc im Komitat Borsod-Abaúj-Zemplén. Zur Stadt gehören der nördlich gelegene Ortsteil Ongaújfalu sowie der nordöstlich gelegene Ortsteil Ócsanálos.

## Geografische Lage
Onga liegt in Nordungarn, 10 Kilometer östlich des Komitatssitzes Miskolc. Die Nachbargemeinde Gesztely liegt fünf Kilometer östlich, die nächste Stadt Felsőzsolca vier Kilometer westlich von Onga.

## Geschichte
Am 15. Juli 2013 wurde der ehemaligen Großgemeinde (ungarisch nagyközség) das Stadtrecht verliehen.

## Sehenswürdigkeiten
- Reformierte Kirche
- Römisch-katholische Kirche Szűz Mária Neve, erbaut 1934
- Vitéz-Mihály-Csokonai-Büste, erschaffen von Róbert Ekker

## Verkehr
In Onga treffen die Landstraßen Nr. 3605 und Nr. 3701 aufeinander, südlich des Ortes verläuft die Hauptstraße Nr. 37. Die Stadt ist angebunden an die Eisenbahnstrecke von Miskolc nach Hidasnémeti.

## Bilder

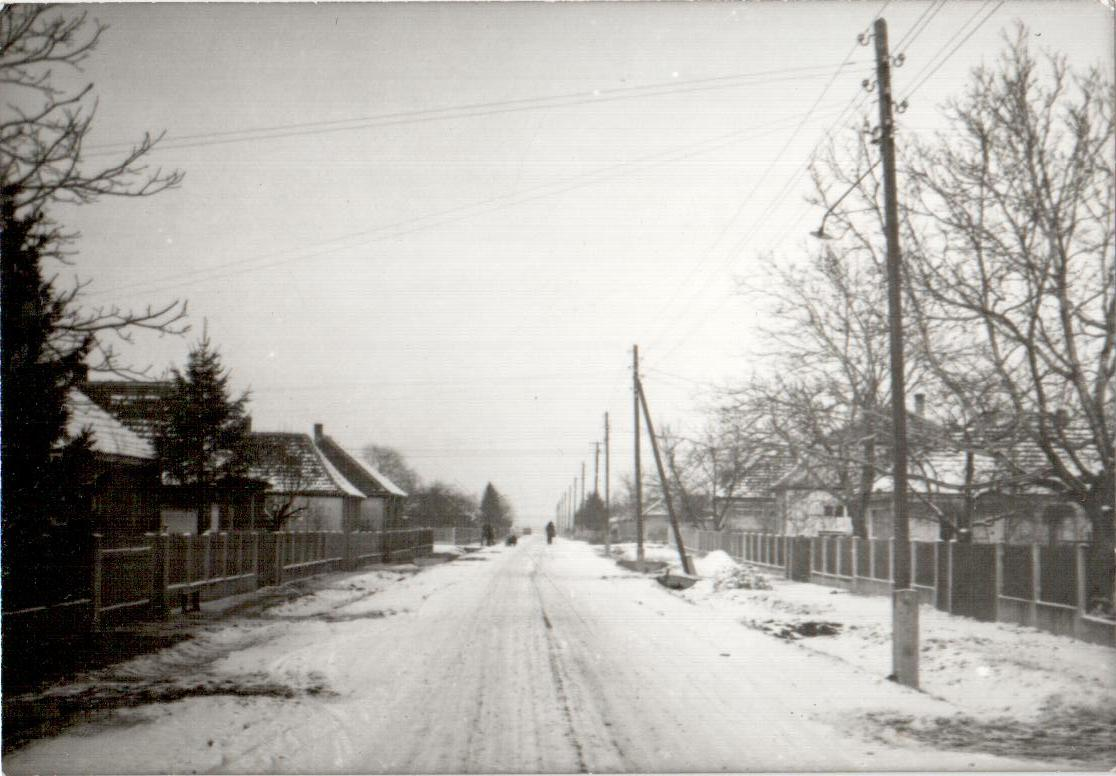
Petrovics utca in Onga (1977)
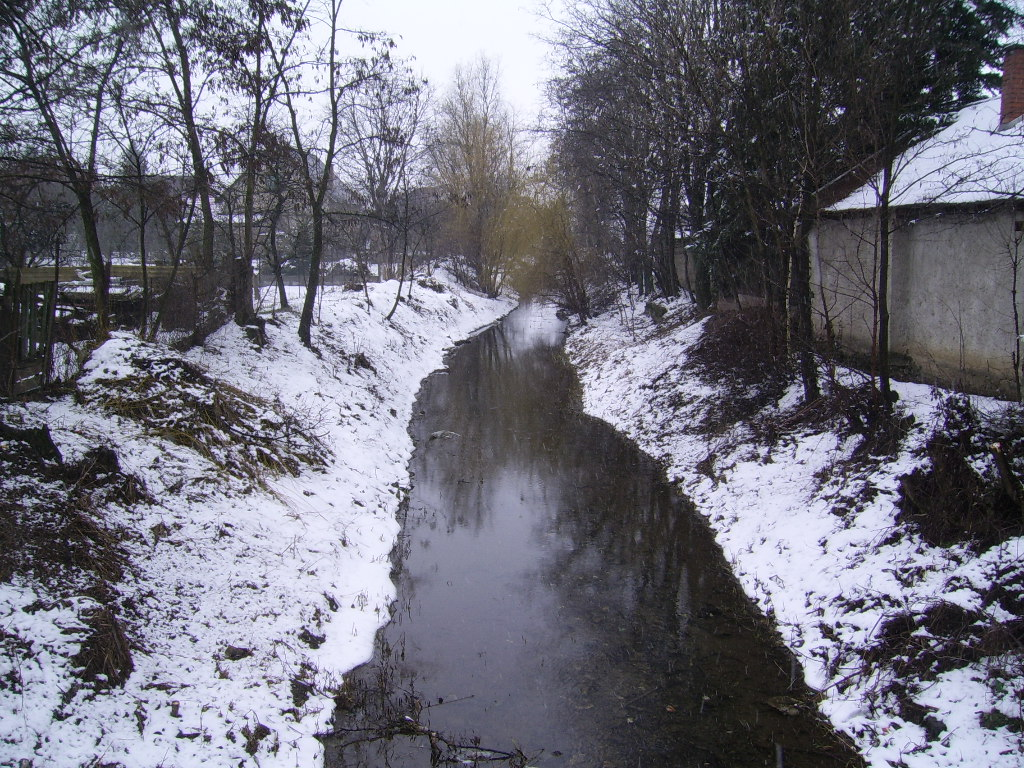
Bársonyos patak in Onga
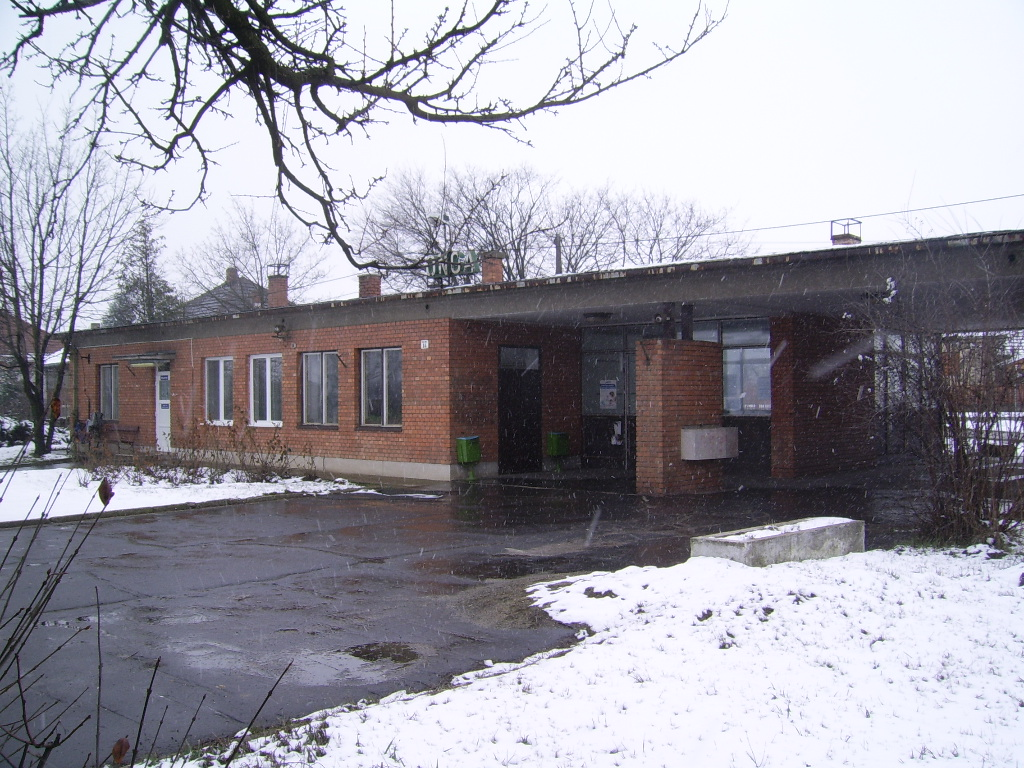
Bahnhof in Onga